# Gaston Bussière
Gaston Bussière (Cuisery, 24 aprile 1862 – Saulieu, 29 ottobre 1928) è stato un pittore e illustratore francese, appartenente al movimento dei simbolisti.

## Biografia
Figlio d'arte, essendo il padre Victor Bussière (1836-1905) pittore e decoratore, così come la sorella Marguerite Petitpierre (1875-1961).
Gaston Bussière studiò all'Accademia di Belle arti di Lione prima di essere ammesso all'Accademia delle belle arti di Parigi, nello studio di Alexandre Cabanel e poi in quello di Pierre Puvis de Chavannes.

Nel 1884 vinse il premio "Marie Bashkirtseff" e, dal 1885, iniziò ad esporre al Salon.
Assai vicino a Gustave Moreau, trovò spunti di ispirazione in Hector Berlioz (La dannazione di Faust), così come in Shakespeare e in Wagner.  Realizzò le illustrazioni per Splendeurs et misères des courtisanes di Balzac, apparso nel 1896, Émaux et camées di Théophile Gautier, Salomè di Oscar Wilde e infine per alcune opere di Flaubert.
Per un certo tempo fu vicino a Joséphin Péladan, fondatore dell'Ordine del tempio dei Rosacroce ed espose nel Salon dei Rosacroce dal 1893 al 1895.

Al Museo delle Orsoline di Mâcon è conservata una notevole collezione delle sue opere.
Gaston Bussière morì a Saulieu nel 1928, a 66 anni.

## Galleria d'immagini

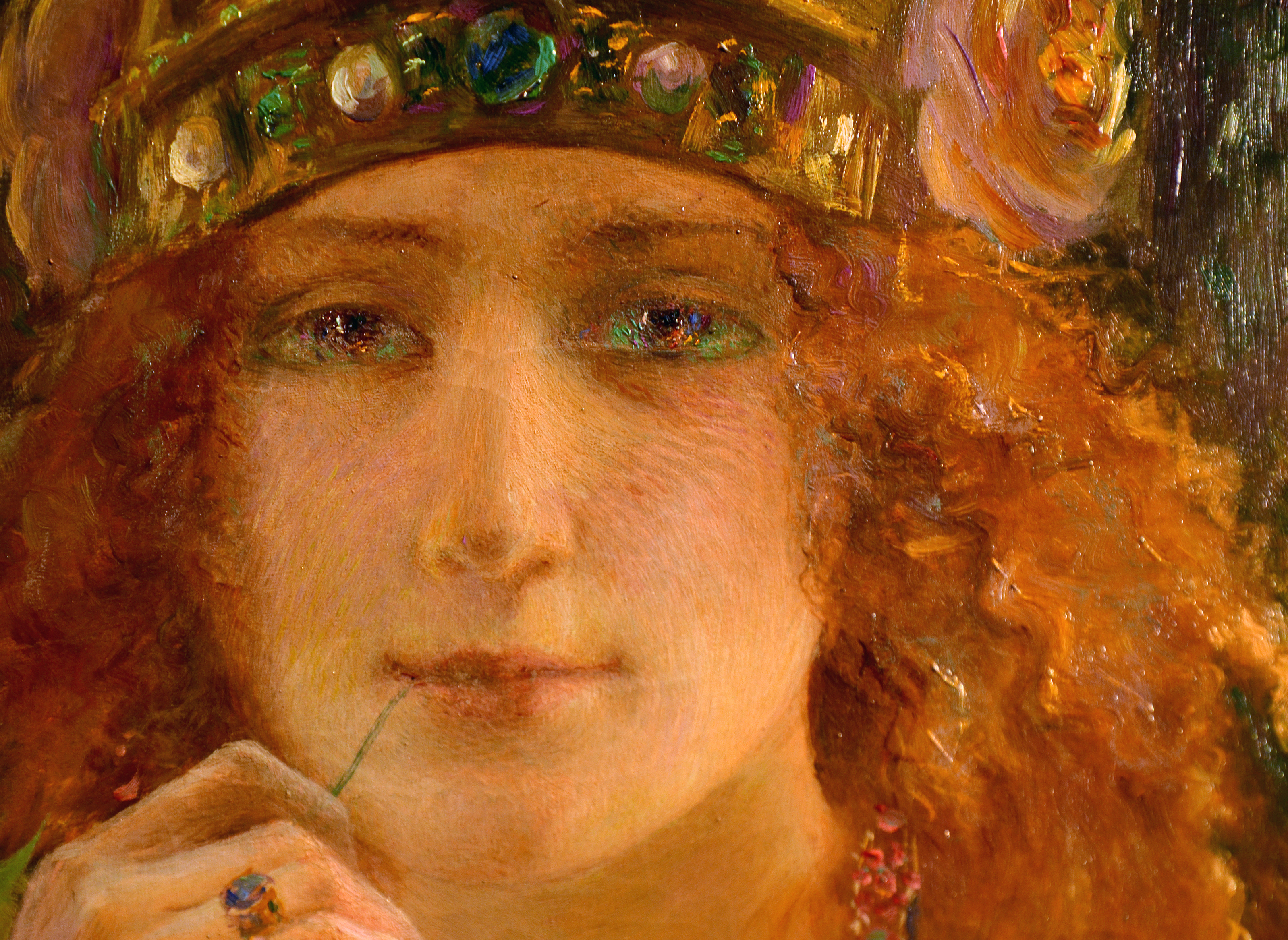
Elena di Troia
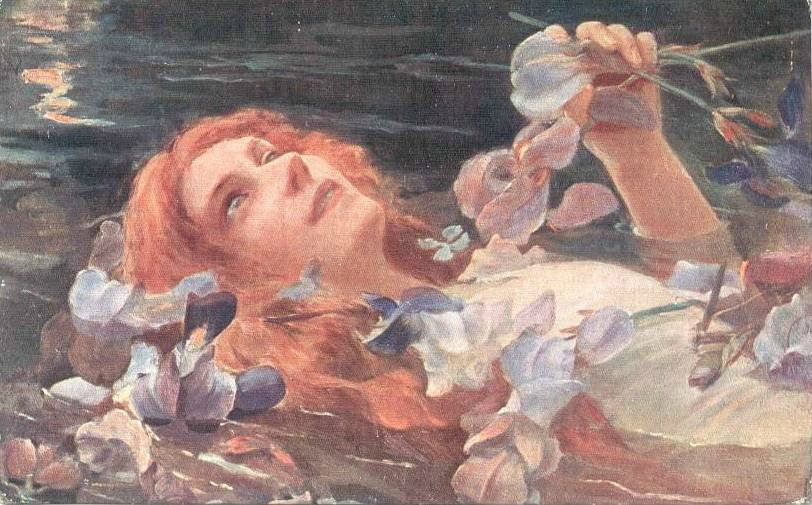
Ofelia
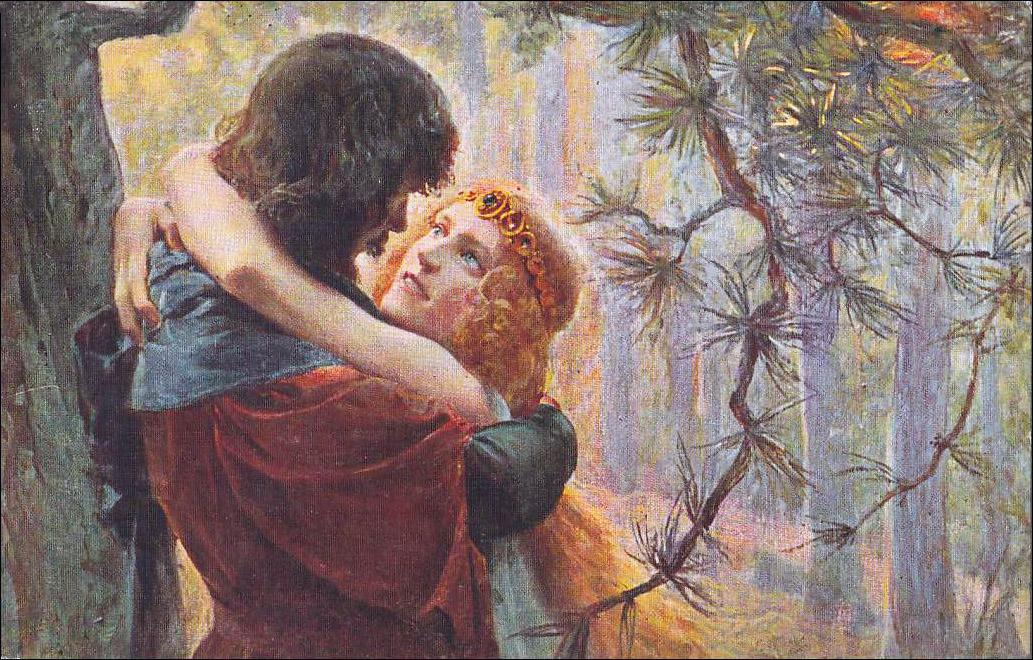
Tristano e Isotta
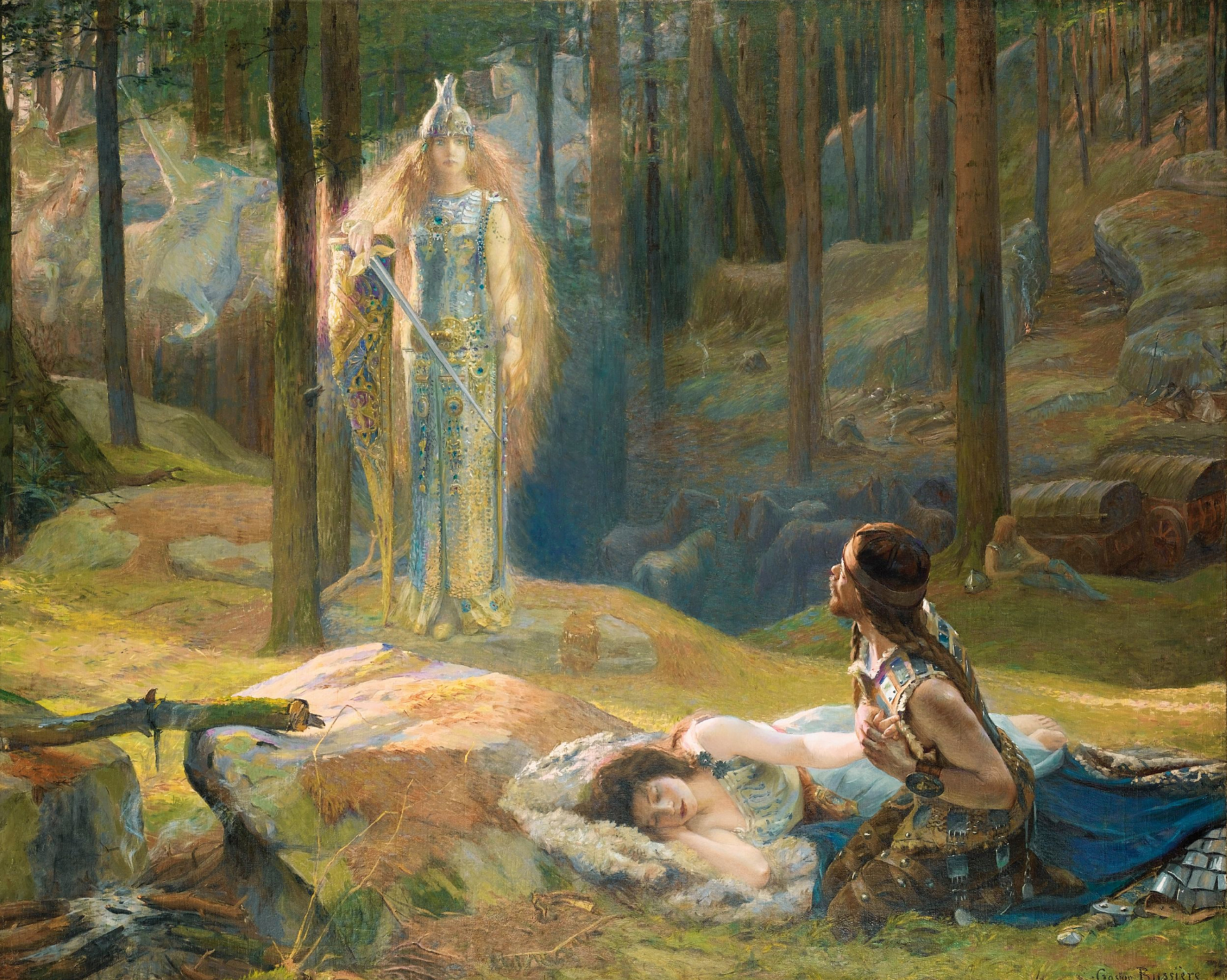
Rivelazione
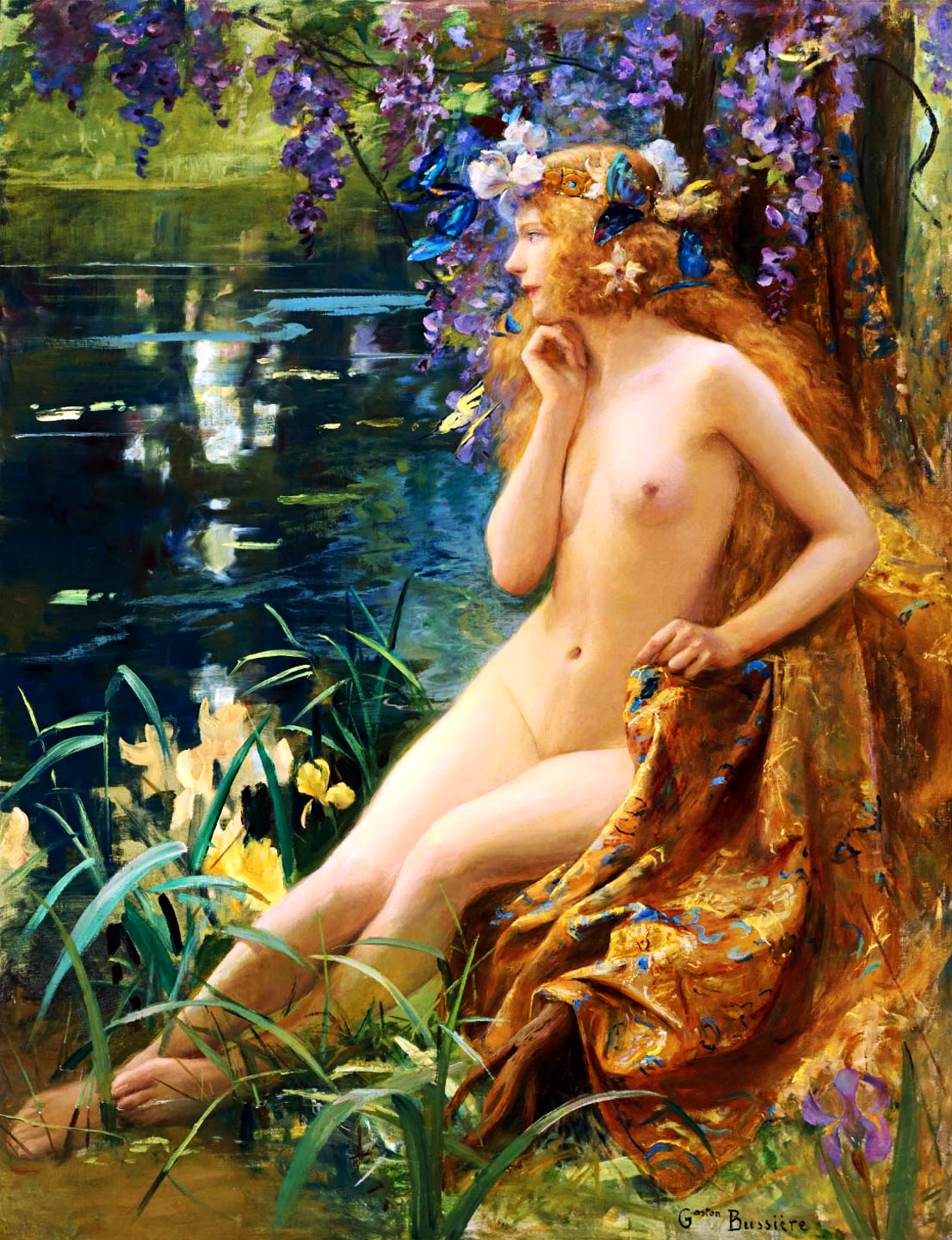
La ninfa delle acque
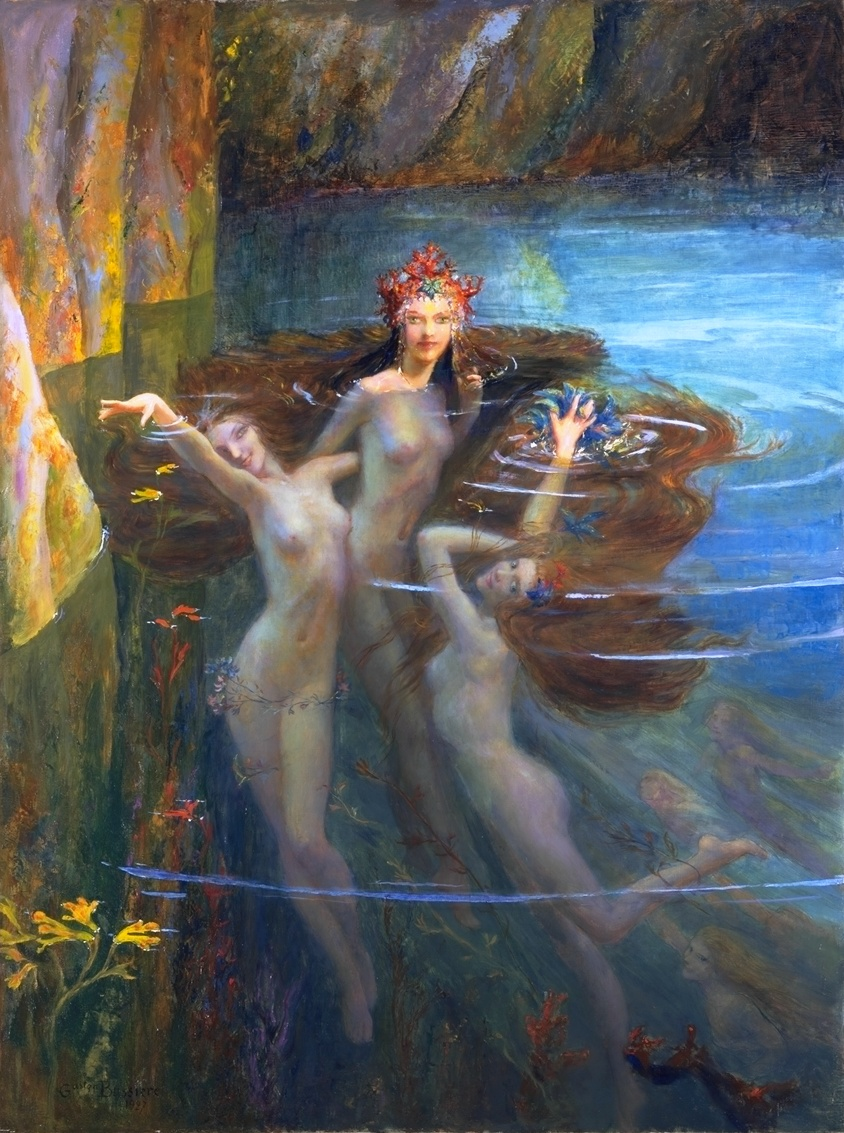
Le Nereidi
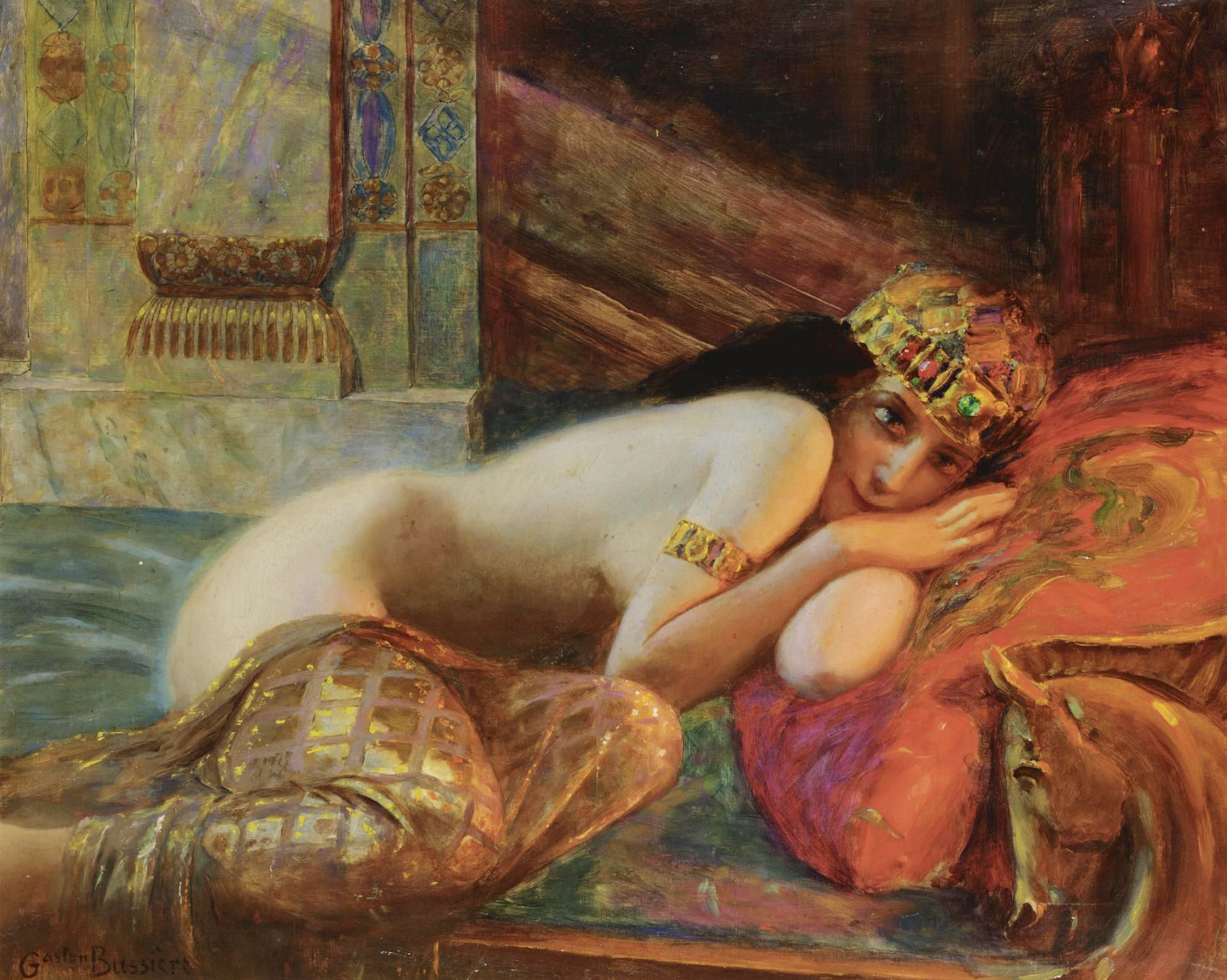
Bellezza orientale
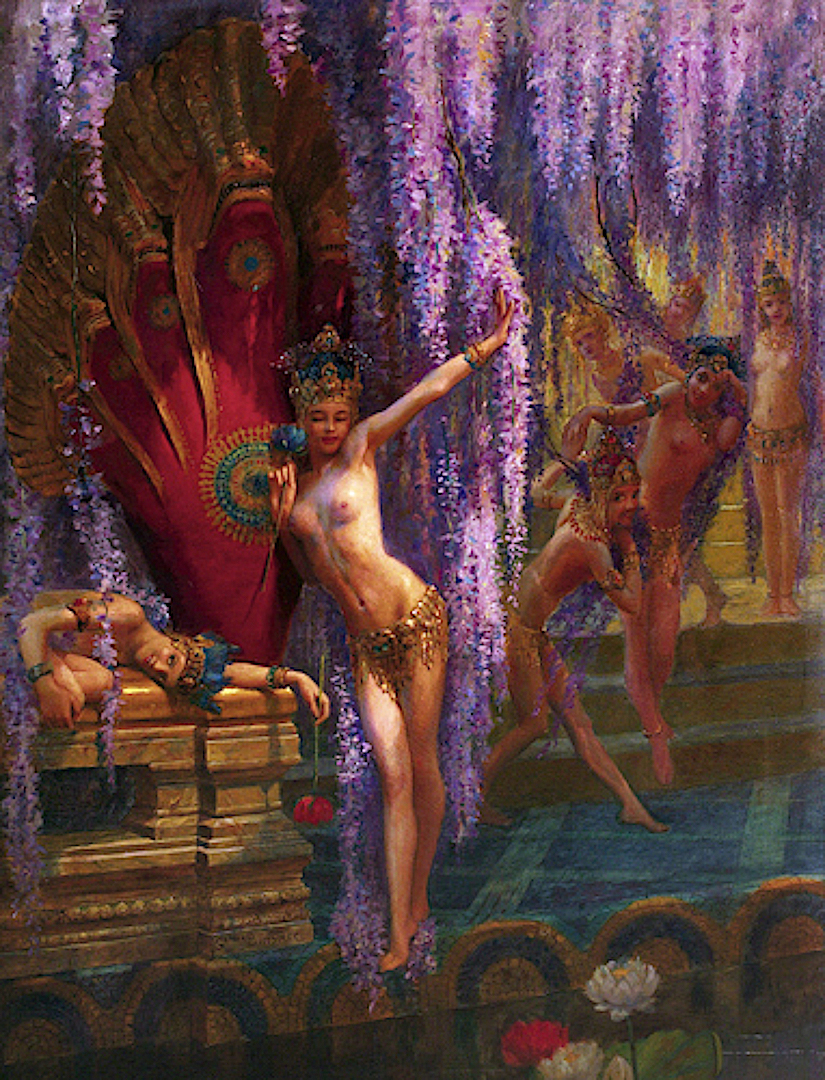
Danzatrici esotiche
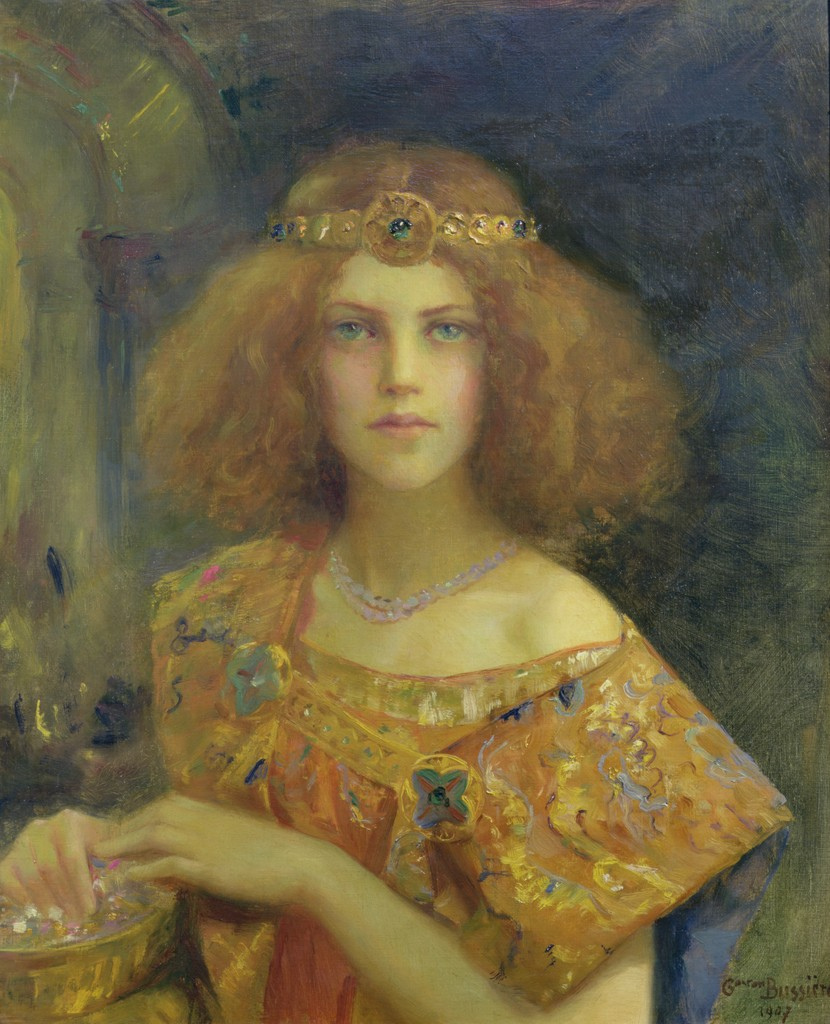
Salambò